# Châteauneuf-sur-Cher
Châteauneuf-sur-Cher is een gemeente in het Franse departement Cher (regio Centre-Val de Loire). De plaats maakt deel uit van het arrondissement Saint-Amand-Montrond. Châteauneuf-sur-Cher telde op 1 januari 2022 1.362 inwoners. In de gemeente ligt spoorwegstation Châteauneuf-sur-Cher.

## Geografie
De oppervlakte van Châteauneuf-sur-Cher bedroeg op 1 januari 2022 21,97 vierkante kilometer; de bevolkingsdichtheid was toen 62 inwoners per km².
De onderstaande kaart toont de ligging van Châteauneuf-sur-Cher met de belangrijkste infrastructuur en aangrenzende gemeenten.

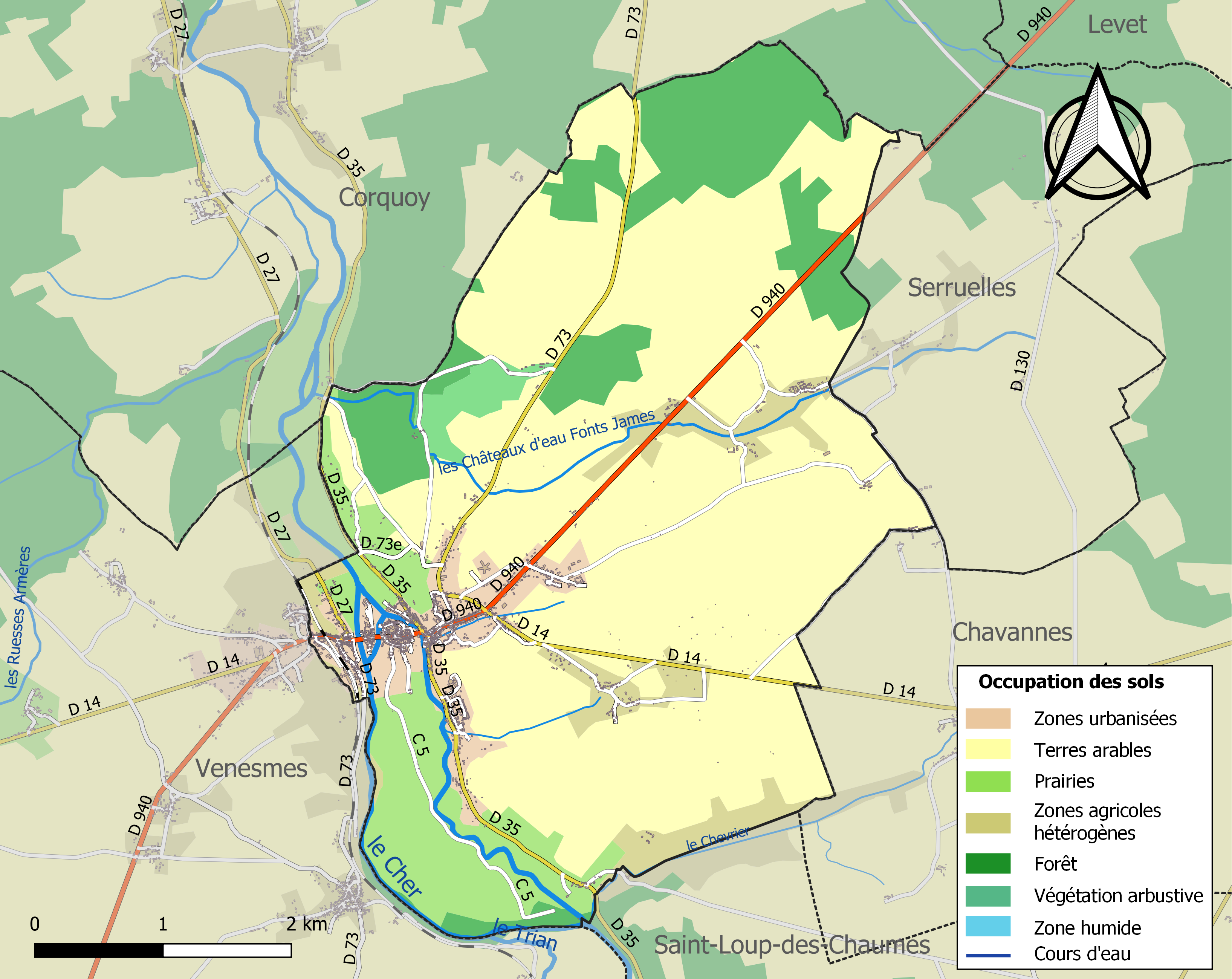

## Demografie
Onderstaande figuur toont het verloop van het inwonertal (bron: INSEE-tellingen).